# Airalo
|  | Maskinoversættelse og/eller tvivlsomt indhold Denne sides indhold bærer præg af at være en maskinoversættelse og/eller meget dårligt og uklart formuleret. Det vurderes at sproget er så dårligt og eventuelt forkert eller til at misforstå, at det bør omskrives eller oversættes på ny. Du kan hjælpe med at oversætte til korrekt dansk i denne og lignende artikler. Hvis dette ikke sker inden for kort tid, kan en sletning komme på tale. Se evt. denne sides diskussionsside eller i artikelhistorikken. |

Airalo er en markedsplads for eSIM. Det giver eSIMs til rejsende i mere end 200 lande og områder over hele verden, hvilket giver dem øjeblikkelig internetadgang i udlandet. Den 31. marts 2024 havde Airalo-appen over 10 millioner brugere og er tilgængelig på App Store og Google Play Store på 53 sprog.

## Hstorie
Airalo er en amerikansk startup, der blev grundlagt i 2019 af Abraham Burak og Bahadir Ozdemir. Firmaets mål er at give rejsende adgang til øjeblikkelig, billig, global forbindelse gennem eSIM-teknologi.
Abraham og Bahadir er digitale nomadeiværksættere, som selv har oplevet begrænsningerne i forbindelser under rejser. eSIM-teknologien gav mulighed for at tilbyde et mere prisvenligt og tilgængeligt alternativ til rejsende.
I 2019 sikrede Airalo sig 1,9 millioner dollars i startkapital fra Antler og Sequoia Capital, Indiens startkapitalfond Surge. I 2021 modtog de 5 millioner dollars i serie A-finansiering. Og i 2023 modtog de 60 millioner dollars i en serie B-finansieringsrunde. e& Capital, venture-delen af e& (bedre kendt som det UAE-baserede luftfartsselskab Etisalat), førte an i runden med deltagelse af "generatoren" af startups Antler Elevate, Liberty Global, Rakuten Capital, Singtel Innov8, Surge (fonden til det tidlige stadie, der drives af Peak XV, tidligere kendt som Sequoia Capital India og SEA), Orange, T Capital (venture-delen af Deutsche Telecom), KPN Ventures, Telefónica Ventures og I2BF Global Ventures.